# Agathia ampla
Agathia ampla là một loài bướm đêm trong họ Geometridae.